# Девушка-гонзо
«Девушка-гонзо» (англ. Gonzo Girl) — художественный драматический фильм режиссёра Патриции Аркетт. В фильме снялись Камила Морроне, Уиллем Дэфо и Патриция Аркетт. Сюжет фильма основан на одноимённом романе 2015 года Шерил Делла Пьетра.
Премьера фильма состоялась на Международном кинофестивале в Торонто 7 сентября 2023 года.

## Сюжет
Сюжет фильма разворачивается в 1992 году и рассказывает о начинающей писательнице Элли Руссо, которая получила новую интересную работу в качестве ассистента легендарного «гонзо-журналиста» Уокера Рида, проживающего в доме в Аспене. Она получает задание помочь знаменитому Уокеру успокоиться и приступить к работе над его давно обещанной последней книгой, в которой смешались факты и вымысел. Однако Элли вскоре узнает правду: хроническая наркомания на протяжении всей жизни подтачивала писательские способности Уокера, и теперь все, что он может выдать из своего затуманенного наркотиками мозга, — это страницы бессвязного текста. Вынужденная помогать самодовольному дурню пережить один малопродуктивный день за другим, Элли начинает превращать разглагольствования и бредни Уокера в пригодную для публикации прозу, творчески перерабатывая её.

## В ролях
- Камила Морроне — Элли Руссо
- Уиллем Дэфо — Уокер Рид[3]
- Патрисия Аркетт — Клаудия
- Элизабет Лэйл — Девани Пельтье
- Рэй Николсон — Ларри Люкс
- Лейла Джордж — Макэвой
- Рик Спрингфилд

## Производство
В июле 2022 года стало известно, что Уиллем Дэфо и Камила Морроне исполнят главные роли в режиссёрском дебюте Патриции Аркетт. Позднее к актёрскому составу присоединились Элизабет Лэйл, Рэй Николсон, Лейла Джордж и Рик Спрингфилд. В августе 2022 года съёмки фильма проходили в Юте.

## Восприятие
На сайте Rotten Tomatoes фильм имеет рейтинг 57 % основанный на 14 отзывах.